# ГЕС Дженпег
ГЕС Jenpeg — гідроелектростанція у канадській провінції Манітоба. Знаходячись перед ГЕС Келсі, становить верхній ступінь каскаду на річці Нельсон, яка дренує озеро Вінніпег та тече до Гудзонової затоки.
Станція Jenpeg є складовою великого гідротехнічного проекту, основною метою якого було попередити повені на озері Вінніпег, збільшивши пропускну здатність верхньої ділянки Нельсон. Остання за кілька кілометрів після витоку потрапляє у озеро Плейгрін-Лейк, після чого на ділянці між ним та озером Кросс-Лейк розділяється на два русла: Вест-Ченнел прямує через Норт-Плейгрін-Лейк, тоді як Іст-Ченнел проходить через Пайпстоун-Лейк. За проектом проклали три канали, два з яких забезпечили новий шлях проходження води паралельно Вест-Ченнел:
- за десяток кілометрів на захід від природного витоку Нельсон перемичку між озерами Вінніпег та Плейгрін-Лейк прорізали Двомильним каналом з шириною по дну 112 метрів;
- на північно-західному узбережжі Плейгрін-Лейк бере початок Восьмимильний канал з шириною по дну від 130 до 300 метрів котрий виводить у озеро Кіскіттогісу-Лейк. Останнє природним шляхом дренувалось до Вест-Ченнел на завершальній ділянці останнього між озерами Норт-Плейгрін-Лейк та Кросс-Лейк;
- одну з двох проток, котрі сполучають Кіскіттогісу-Лейк з Вест-Ченнел — Омінавін-Ченнел — поглибили та перетворили на канал довжиною 2,3 км з шириною по дну 344 метра.
Всі три канали, споруджені у 1970—1976 роках, мають глибину у 7,6 метра, а об'єм вийнятої при їх спорудженні породи становив 37 млн м3.
Переток води по Іст-Ченнел залишили нерегульованим, тоді як на виході Вест-Ченнел у Кросс-Лейк в 1972—1979 роках спорудили ГЕС Jenpeg. Для цього звели земляну греблю висотою 24 метри та довжиною 260 метрів, ліворуч від якої знаходяться бетоні секції — машинний зал (169 метрів) та водопропускні шлюзи (79 метрів). Ця споруда утримує водойму з припустимим коливанням рівня у операційному режимі між позначками 214 та 217,5 метра НРМ, а створений нею підпір розповсюджується і на розташовані вище озера Плейгрін-Лейк та Кіскіттогісу-Лейк. При високому рівні води з останнього міг би відбуватись реверсний відтік до розташованого західніше Кіскітто-Лейк, для попередження якого протоку між ними перекрили греблею висотою 15 метрів та довжиною 600 метрів. Крім того, сідловини між цими озерами закрили за допомогою 16 дамб загальною довжиною 14 км, що дозволяє забезпечити регулювання рівня у Кіскітто-Лейк в природному режимі.
Основне обладнання станції Jenpeg становлять шість бульбових турбін загальною потужністю 115 МВт, які використовують напір у 7,3 метра. Гідроагрегати були постачені з Радянського Союзу через компанію Енергомаш-Експорт.
Видача продукції відбувається по ЛЕП, що працює під напругою 230 кВ.
Можливо також відзначити, що на впадаючих в озеро Вінніпег річках Вінніпег та Саскачеван створені власні каскади, останніми станціями в яких є ГЕС Пайн-Фолс та ГЕС Гранд-Рапідс відповідно.